# لا مادالنا (فیلم ۲۰۱۴)
«لا مادالنا» (انگلیسی: La Maddalena (2014 film)) یک فیلم است.